# Ветродвигатель

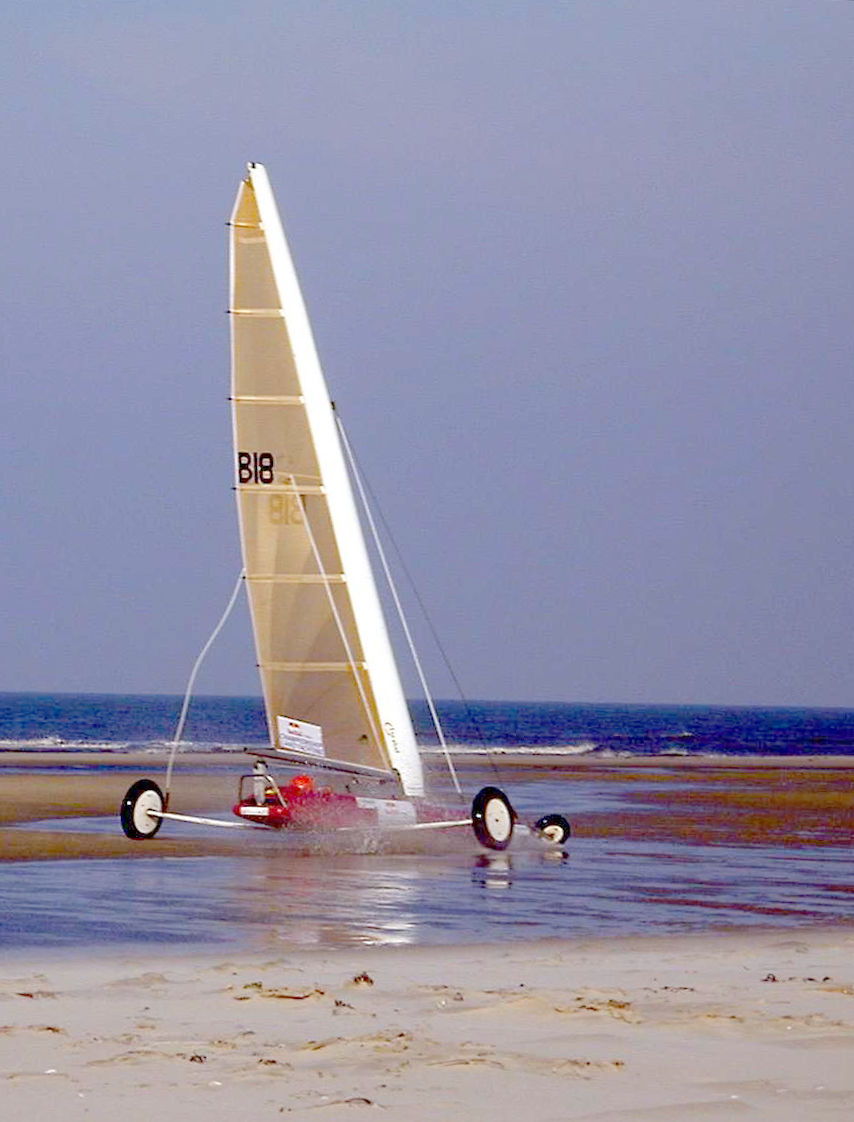
Бельгийская наземная яхта класса 3 для соревнований

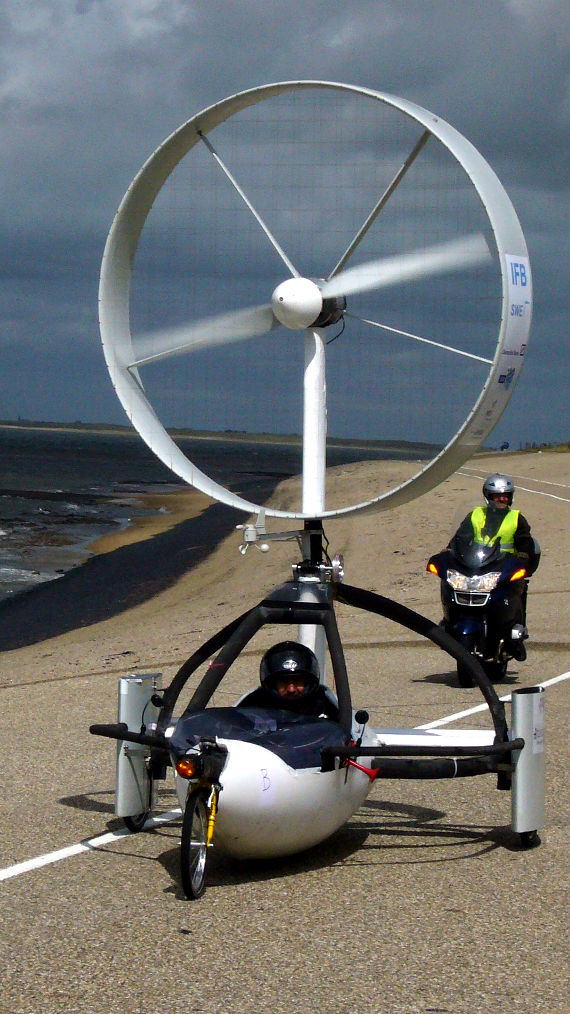
Ветромобиль.

Ветродвигатель — устройство для приведения в действие транспортного средства, которое для этого использует силу ветра. Транспортные средства с приводом от ветра получают свою энергию от парусов, воздушных змеев или роторов и едут на колесах, которые могут быть связаны с ротором (с приводом от ветра), или полозьями. Независимо от того, приводятся ли они в движение парусом, воздушным змеем или ротором, эти транспортные средства имеют общую черту: по мере того, как транспортное средство увеличивает скорость, наступающий аэродинамический профиль сталкивается с усиливающимся вымпельным ветром под углом атаки, который становится все меньше. В то же время такие транспортные средства обладают относительно низким лобовым сопротивлением по сравнению с традиционными парусными судами. В результате такие транспортные средства часто способны развивать скорость, превышающую скорость ветра.
Такой двигатель использует кинетическую энергию ветра для выработки механической энергии. Для преобразования энергии (давления) ветрового потока и преобразования её в механическую энергию вращения вала, применяют ротор, барабан с лопатками, ветроколесо и т. п.
В настоящее время  ветродвигатели различаются по типу ветроколес (роторов, турбин,винтов) и от типа рабочего органа и положения его оси относительно направления ветра. Это ветродвигатели с горизонтальной осью вращения (крыльчатые) и с вертикальной (карусельные, так называемые Н-образные турбины, ортогональные).
Примеры с роторным двигателем продемонстрировали скорости, которые превышают скорость ветра, как прямо против ветра, так и прямо по ветру, за счёт передачи мощности через трансмиссию между ротором и колесами. Рекорд скорости на ветровом двигателе принадлежит транспортному средству с парусом Greenbird с зарегистрированной максимальной скоростью 202,9 километра в час (126,1 мили в час).
К другим ветряным транспортным средствам относятся парусные суда, передвигающиеся по воде, а также воздушные шары и планеры, передвигающиеся по воздуху, но все они выходят за рамки данной статьи.

## Классификация
- Ветряные двигатели (карусельные) с вертикальной осью вращения рабочего органа. Ветер приводит в движение лопасти, расположенные по одну сторону оси; лопасти по другую сторону оси прикрываются ширмой либо поворачиваются специальным приспособлением ребром к ветру. Основным преимуществом такой системы является отсутствие необходимости направления оси на ветер, так как ВЭУ использует ветер, поступающий с любого направления. Кроме того, упрощается конструкция и уменьшаются гироскопические нагрузки, вызывающие дополнительные напряжения в лопастях, системе передач и прочих элементах установок с горизонтальной осью вращения. Особенно эффективны такие установкив областях с переменным ветром. Вертикально-осевые турбины работают при низких скоростях ветра и любых его направлениях без ориентации на ветер, но имеют малый КПД. Лопасти движутся по направлению потока, поэтому их окружная скорость (направленная по касательной к окружности) не может превышать скорости ветра. Такие ветродвигатели относительно тихоходны. Среди вертикально-осевых ветродвигателей наибольший коэффициент использования энергии ветра имеет ортогональный ветродвигатель. В 1931 г. французский инженер Джордж Джин Мари Дариус (Жан Мари Дарье) запатентовал турбину с вертикальной осью вращения (Н-образной турбины). В отличие от турбин с горизонтальной осью вращения Н-образные турбины «захватывают» ветер при изменении его направления без изменения положения самого ротора. Поэтому ветрогенераторы такого типа не имеют «хвоста» и внешне напоминают бочку. Ротор имеет вертикальную ось вращения и состоит из двух - четырёх изогнутых лопастей[1][3]. Эти лопасти образуют пространственную конструкцию, которая вращается под действием подъёмных сил, возникающих на лопастях от ветрового потока. Коэффициент использования энергии ветра в таком роторе достигает значений 0,30-0,35. Ветрогенератор Дарье может рассматриваться в качестве основного конкурента ветрогенератора крыльчатого типа.
- Ветряные двигатели с горизонтальной осью вращения. У таких двигателей ось ветроколеса горизонтальна и параллельна направлению потока.Они  характеризуются высоким коэффициентом использования энергии ветра и надёжностью в эксплуатации. В таких ветродвигателях лопасть с наконечником крепления к ступице называется крылом (отсюда название). В ветряках с горизонтальной осью вращения роторный вал и генератор располагаются наверху, при этом система должна быть направлена на ветер. Малые ветряки направляются с помощью флюгерных систем, в то время как на больших (промышленных) установках есть датчики ветра и сервоприводы, которые поворачиваютось вращения на ветер[1][2].

В теории расчёта и изучении физических  при прохождении воздушного потока через ветроколесо явлений применяют теорию крыла и воздушного винта самолёта. Они были заложены в 1920-х гг. Н. Е. Жуковским. Им доказано, что коэффициент использования энергии ветра идеального ветроколеса равен 0,593. Сама теория ветроколеса была развита В. П. Ветчинкиным, Г. Х. Сабининым, А. Г. Уфимцевым, Е. М. Фатеевым, Г. А. Печковским, Я. И. Шефтером и др., разработавшими методы расчёта аэродинамических характеристик и систем регулирования ветродвигателей.  
В основном используют одну из двух наиболее распространенных схем крыльчатых ветродвигателей: 
- с вертикальной трансмиссией и нижним передаточным механизмом 
- с расположением всех узлов в головке ветродвигателя.  
При изменении направления ветра головка, расположенная на поворотной опоре башни, поворачивается относительно вертикальной оси. Высота башни определяется диаметром ветроколеса и высотой препятствий, мешающих свободному прохождению воздушного потока к ветродвигателю. Применяют механические, электрические, пневматические, гидравлические и смешанный приводы. Ориентация ветроколеса ветродвигателя по направлению ветра осуществляется автоматическим хвостовым оперением, поворотными ветрячками (виндроза) или расположением ветродвигателя за башней (самоориентация).
Принцип автоматического регулирования основан на изменении аэродинамических характеристик лопастей или всего ветроколеса под действием скорости ветра, частотой вращения ветроколеса и значением нагрузки. 
В низкобортных ветродвигателях наиболее часто используются системы автоматического регулирования путём вывода ветроколеса из-под ветра давлением, создаваемым воздушным потоком на дополнительной поверхности – боковые планы, или давлением на ветроколесо с осью  вращения расположенной эксцентрично относительно вертикальной оси поворота головки.
В высокооборотных ветродвигателях автоматическая регулировка происходит путем поворота лопасти или её концевой части относительно продольной оси поворота головки.

## Примечание
— Blackbird — первый в мире ветромобиль.